# Lipoma
Lipoma é um tumor benigno constituído por tecido adiposo. São geralmente macios ao toque, elásticos e indolores. Geralmente formam-se imediatamente por baixo da superfície da pele, embora em alguns casos se possam formar em camadas mais profundas. A maior parte possui diâmetro inferior a 5 centímetros. Entre os locais de formação mais comuns estão a parte superior das costas, ombros e abdómen. Em alguns casos formam-se vários lipomas.
As causas são geralmente pouco claras. Entre os fatores de risco estão antecedentes familiares da doença e falta de exercício físico. O diagnóstico geralmente baseia-se num exame físico. Em alguns casos pode ser necessário confirmar o diagnóstico com biópsia ou imagiologia médica.
O tratamento consiste geralmente em vigilância ou remoção cirúrgica. Em casos raros, a condição pode recorrer na sequência da remoção, o que é geralmente resolvido com nova cirurgia. Os lipomas não estão geralmente associados ao aumento do risco de cancro.
Cerca de 2% da população é afetada por lipomas em dado momento da vida. Os lipomas são mais comuns em adultos entre os 40 e 60 anos de idade. A condição afeta mais homens do que mulheres. São os tumores de tecidos moles mais comuns. A primeira utilização do termo "lipoma" para descrever estes tumores foi feita em 1709.

## Sinais e sintomas

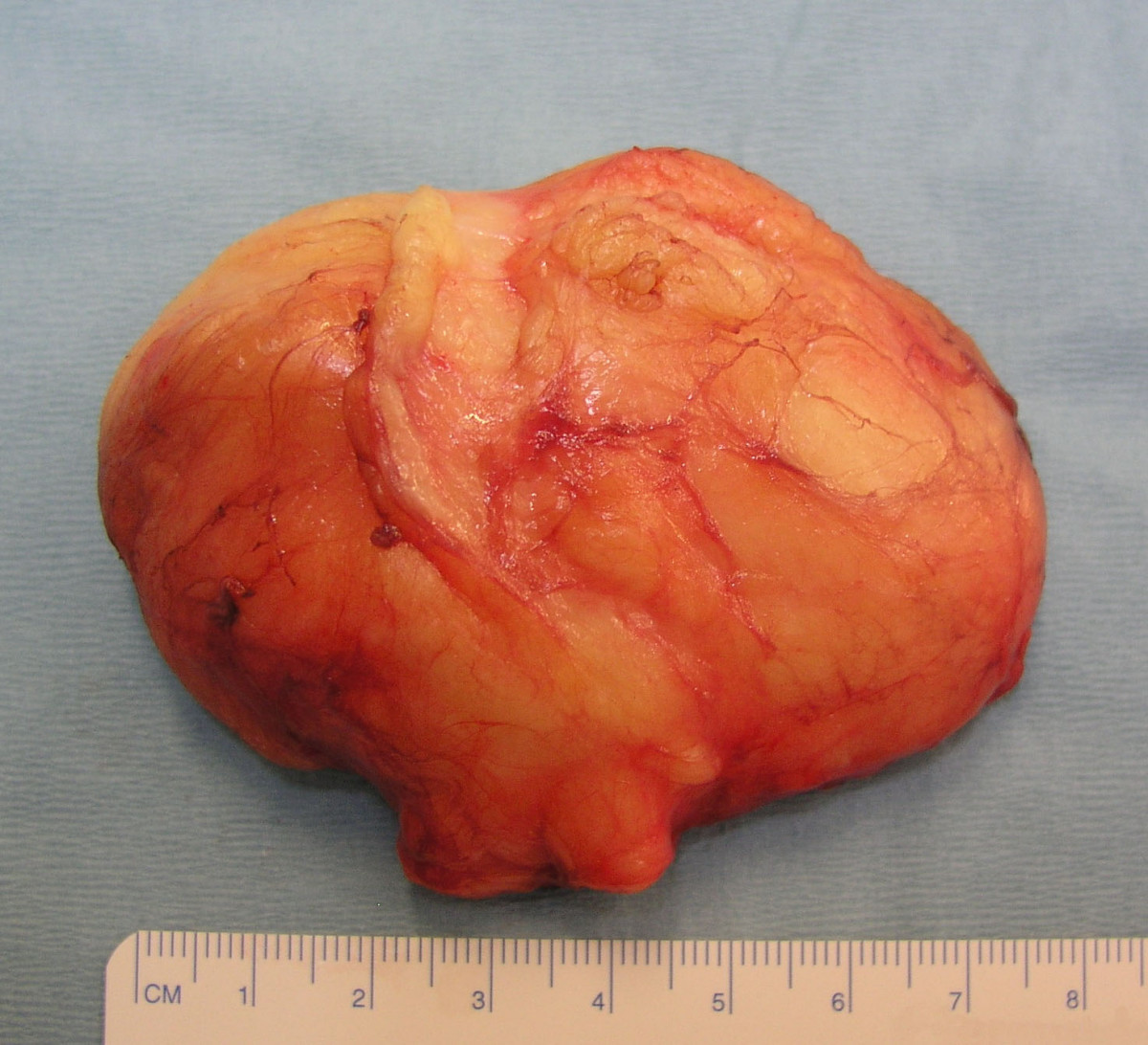
Lipoma ressecado de 8cm × 6cm × 3cm.

Os lipomas formam nódulos palpáveis, de consistência macia e elástica (como borracha), móveis, que fazem relevo na pele. Seu tamanho geralmente está entre um e três centímetros e crescem muito lentamente. Raramente um "superlipoma" passa de dez centímetros de diâmetro. Na maioria das vezes são indolores e a pele que os recobre apresenta aspecto saudável.
Os lipomas podem ser únicos ou múltiplos. Na lipomatose familiar múltipla os múltiplos limpomas crescem mais e podem ser dolorosos. Quando crescem mais de 3cm em menos de um mês é recomendável remover para biópsia para verificar se está associado a um tumor maligno como o lipossarcoma.

## Causas

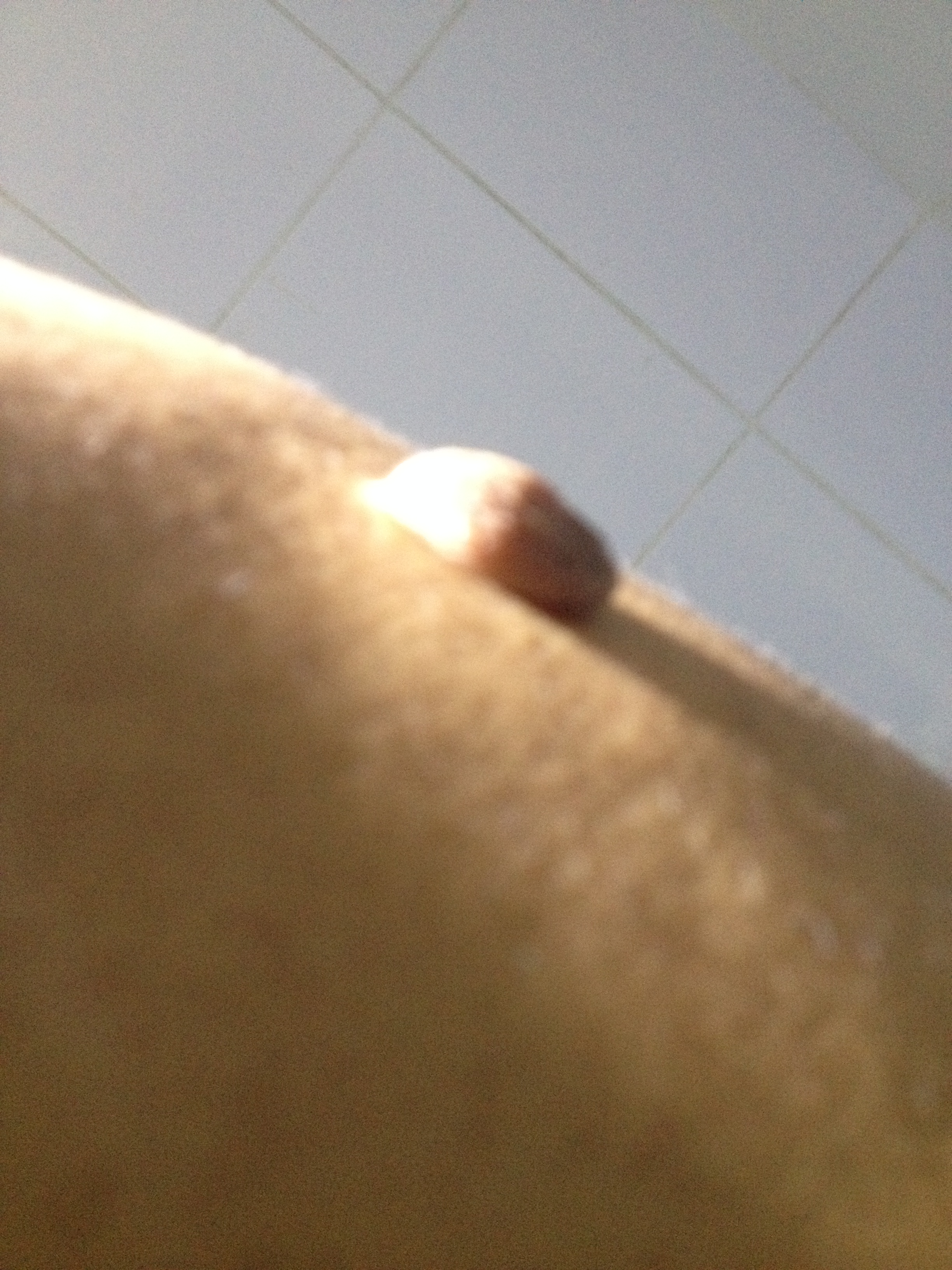
Lipoma com cápsula fibrosa (fibrolipoma).

A tendência para desenvolvê-los pode ser herdada, como no caso da lipomatose familiar múltipla. Uma lesão menor pode desencadear o crescimento do lipoma. Excesso de peso não causa lipomas, mas o gene HMG I-C, que favorece a obesidade, também favorece o surgimento de tumores mesenquimáticos.

## Tratamento
O tratamento frequentemente não é necessário. Quando causa dor ou incomoda muito pode ser removido com uma pequena cirurgia local (excisão). A retirada cirúrgica é extremamente eficaz e pode ser realizada em consultório e menos de uma hora na maior parte das vezes. Técnicas cirúrgicas adequadas permitem que mesmo lipomas grandes possam ser removidos através de pequenas incisões. A lipoaspiração também está indicada em alguns casos, mas se não for removido completamente 2% voltam a crescer.
Por vezes, o lipoma se localiza por baixo da fáscia muscular, dentro ou abaixo do músculo, dificultando a remoção deste pela técnica tradicional e impedindo-a pela lipoaspiração.
Lipomas são muito sugestivos clinicamente, porém, outras lesões podem se assemelhar a eles, em especial os cistos. Vale ressaltar que outras lesões subcutâneas podem se parecer com lipomas, inclusive lesões malignas, como sarcomas e metástases cutâneas. O correto diagnóstico pode envolver várias especialidades médicas. Cirurgiões plásticos, dermatologistas, cirurgiões gerais e um bucomaxilofacial(especialização de odontologia) são os que, normalmente, fazem o diagnóstico clínico. A cirurgia, quando os tumores são pequenos, pode ser realizada pelos dermatologistas ou um bucomaxilofacial (dependendo do local do lipoma), mas quando os tumores são maiores a cirurgia deve ser conduzida por um cirurgião plástico ou pelo bucomaxilofacial (também dependendo do local do lipoma)